# Francisca Mendiola
Coloma Francisca Mendiola Olarte (Nájera, 18 de junio de 1959) es una farmacéutica y política española, nacida en la localidad riojana de Nájera.

## Perfil profesional
Es Licenciada en Farmacia por la Universidad Complutense de Madrid en la rama de Nutrición y Dietética (1982). También es Diplomada en Salud Pública. Su ejercicio profesional ha sido fundamentalmente como adjunta de farmacia y como copropietaria de oficina de farmacia en su localidad natal.

## Ámbito político regional
Participó activamente en el proceso de autonomía de La Rioja, el cual vivió muy de cerca como miembro del Colectivo Riojano, del que fue cofundadora. En aquellos años formó parte también del consejo de redacción de la revista pro-autonomista Garnacha.
Su trayectoria política ha estado siempre vinculada al proyecto del Partido Popular, del cual ha sido miembro del comité ejecutivo regional desde 1993.
Al hilo de su actividad, ha ido desempeñando diversos cometidos, con una fuerte implicación en la vida de los municipios. Algunas de estas responsabilidades han sido las siguientes: Presidenta de la Junta Local de Nájera (1994-actualidad), Miembro del Consejo de Administración de la entidad financiera Cajarioja (1995-2004), Vicepresidenta de la Fundación Cajarioja (1995-2004) y Patrona de la Fundación Paleontológica de La Rioja.

## Ámbito político nacional
En el terreno político nacional, ha sido Senadora en la VIII, IX, X, XI y XII Legislaturas (2004-actualidad). Durante esta etapa ha pertenecido a diversas comisiones, con diferentes cometidos: Vicepresidenta Primera de la Comisión Especial De Estudio Para Erradicar el Racismo y la Xenofobia del Deporte Español (2005-2007), Vicepresidenta Segunda de la Comisión de Interior (2008-2011),Viceportavoz de la Comisión de Interior (2012-2015), Vicepresidenta Primera de la Comisión de Economía y Competitividad (2016-actualidad); y vocal de las comisiones de Interior (2004-2008), de Sanidad y Consumo (2004-2008), de la comisión Mixta de Los Derechos de la Mujer Y de La Igualdad de Oportunidades (2004-2008), de Asuntos Exteriores (2008-2011), de la Comisión General de las Comunidades Autónomas (2010), de la Comisión Mixta para el Estudio del Problema de las Drogas (2008-2011 y 2016-actualidad), de Educación Y Deporte (2013), de Igualdad (2012-2015), de Sanidad Y Servicios Sociales (2012-2016), de Incompatibilidades (2015-2016), de Empleo Y Seguridad Social (2016-actualidad), de la Comisión para las Políticas Integrales de la Discapacidad (2016-actualidad), y de la Comisión Mixta Para La Unión Europea (2016-actualidad).
Ha participado en varias ponencias de estudio, como la Ponencia de estudio sobre los diferentes modelos de salud mental implantados en las distintas comunidades autónomas y el análisis de los resultados obtenidos de dichas experiencias (2006-2008), la Ponencia sobre Sistemas de Tratamiento y Atención en Drogodependencia. Claves para el Futuro (2008-2011) y la Ponencia Menores sin Alcohol (actualidad).
Así mismo, también ha sido ponente en diversos proyectos legislativos, como el Proyecto de Ley Orgánica reguladora de la base de datos policial sobre identificadores obtenidos a partir del ADN; el Proyecto de Ley de medidas sanitarias frente al tabaquismo y reguladora de la venta, el suministro, el consumo y la publicidad de los productos del tabaco; el Proyecto de Ley por la que se establece el régimen sancionador previsto en los Reglamentos (CE) relativos al registro, a la evaluación, a la autorización y a la restricción de las sustancias y mezclas químicas (REACH) y sobre la clasificación, el etiquetado y el envasado de sustancias y mezclas (CLP), que lo modifica; el Proyecto de Ley Orgánica de protección de la salud del deportista y lucha contra el dopaje en la actividad deportiva; el Proyecto de Ley del Tercer Sector de Acción Social; y el Proyecto de Ley del Voluntariado.Igualmente, ha sido miembro de la Diputación Permanente de la Cámara Alta desde el año 2011.
- Datos: Q28872669